# Spiritual Healing
Spiritual Healing е трети студиен албум на американската дет метъл група Death. Издаден е на 16 февруари 1990 г. от Combat Records.

## Обща информация
Това е първи от албумите на Death, чиито текстове не са на хорър теми, а се фокусират върху теми на обществото, включително аборти и генетика, посока, която продължава и в „Human“ (1991). В музикално отношение е по-мелодичен, подчертано от характерната соло китара на Джеймс Мърфи.
През ноември 2012 г. е преиздаден от Relapse Records.

## Състав
- Чък Шулдинър – вокали и китара
- Джеймс Мърфи – китара
- Тери Бътлър – бас
- Бил Андрюс – барабани
- Ерик Грейф – клавири в „Spiritual Healing“

## Песни
| 1.    | Living Monstrosity      | 5:08 |
| 2.    | Altering the Future     | 5:34 |
| 3.    | Defensive Personalities | 4:46 |
| 4.    | Within the Mind         | 5:34 |
| 5.    | Spiritual Healing       | 7:44 |
| 6.    | Low Life                | 5:23 |
| 7.    | Genetic Reconstruction  | 4:52 |
| 8.    | Killing Spree           | 4:16 |
| 43:17 |                         |      |